# Gadopsis marmoratus
Gadopsis marmoratus is een straalvinnige vissensoort uit de familie van de zaagbaarzen (Percichthyidae). De wetenschappelijke naam van de soort is voor het eerst geldig gepubliceerd in 1848 door Richardson.